# Vladimir Ćorović
Vladimir Ćorović (en serbio: Владимир Ћоровић; 15 de octubre de 1885-12 de abril de 1941) fue un historiador, profesor universitario, autor y académico serbio. Su bibliografía consta de más de mil obras. Varios de sus libros sobre la historia del levantamiento de los serbios, Bosnia, Yugoslavia y Herzegovina se consideran obras definitivas sobre el tema.